# Виццотти, Карла
Карла Виццотти (исп. Carla Vizzotti; род. 1 июня 1972, Буэнос-Айрес) — аргентинский врач и государственный деятель, министр здравоохранения (2021—2023).

## Биография
Родилась 1 июня 1972 года в Буэнос-Айресе, Аргентина.
В 1997 году окончила медицинский факультет Университета Сальвадора, после чего начала карьеру врача. Спустя некоторое время она выступила в роли основателя Аргентинского общества вакцинологии и эпидемиологии, которое впоследствии и возглавила.
С 2007 по 2016 год она возглавляла Национальное управление по контролю заболеваний, предотвращаемых с помощью вакцин, где курировала вопросы, связанные с расширением существующего реестра иммунизации, включив в него 19 бесплатных и обязательных вакцин.
20 февраля 2021 года она получила портфель министра здравоохранения в правительстве Альберто Фернандеса, который освободился после отставки Хинеса Гонсалеса Гарсии. Срок её полномочий истёк 10 декабря 2023 года.

## Личная жизнь
26 февраля 2021 года у Виццотти был выявлен COVID-19, после чего она объявила о самоизоляции. 28 сентября того же года она перенесла операцию по поводу аппендицита.